# Prunus potosina
Prunus potosina är en rosväxtart som beskrevs av Cyrus Longworth Lundell. Prunus potosina ingår i släktet prunusar, och familjen rosväxter. Inga underarter finns listade i Catalogue of Life.